# (11808) Platz
(11808) Platz est un astéroïde de la ceinture principale.

## Description
(11808) Platz est un astéroïde de la ceinture principale. Il fut découvert le 1er mars 1981 à l'observatoire de Siding Spring par Schelte J. Bus. Il présente une orbite caractérisée par un demi-grand axe de 2,55 UA, une excentricité de 0,24 et une inclinaison de 7,4° par rapport à l'écliptique.